# Pariser Einzugsmarsch
 (juillet 2009).

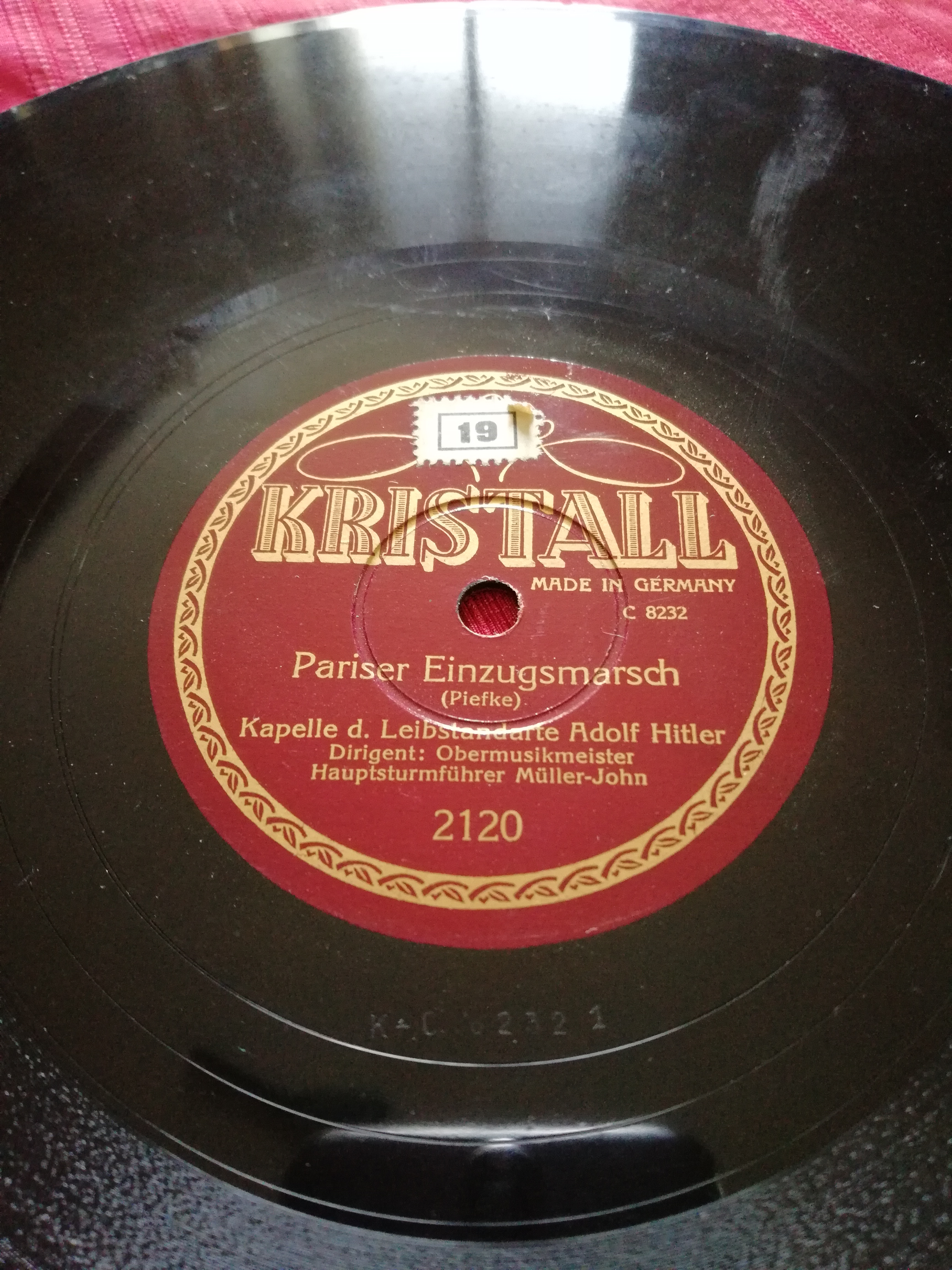
Disque vinyle allemand de Pariser Einzugsmarsch photographié en 2018

La Marche pour la prise de Paris (Pariser Einzugsmarsch) est une marche trottée, du répertoire des régiments de cavalerie de l'armée allemande.

## Histoire
Elle fut composée par Johann Heinrich Walch (en) (1776 - 1855), qui l'aurait reprise d'un air militaire informel joué en Hesse au début du XIXe siècle ; on l'a quelquefois attribué à Beethoven
bien qu'on ne puisse appuyer cette opinion sur aucun document probant.
Elle fut exécutée en public pour la première fois le 31 mars 1814 (en présence de LL. MM. l'empereur  François Ier d'Autriche ; du tsar Alexandre 1er de Russie ; du roi Frédéric-Guillaume III de Prusse) à l'occasion de l'entrée des troupes coalisées dans Paris. Elle fut ensuite interprétée en diverses occasions, telles les occupations de Paris par les armées prussiennes en 1870 et allemandes en 1940.
Aujourd'hui, elle est toujours inscrite au répertoire de l'armée allemande actuelle (la Bundeswehr) tel qu'établi par M. le Musicien Militaire Hermann Schmidt. Mais en raison de son titre et de son histoire problématiques, la Marche pour la Prise de Paris n'est, ici, plus guère interprétée ; par contre, cet air est resté populaire dans les différentes armées de Russie et d'Union soviétique qui la jouent assez fréquemment, sans toutefois y attacher de caractère anti-français.